# Ninotschka
Ninotschka (Originaltitel: Ninotchka) ist ein US-amerikanischer Spielfilm von Ernst Lubitsch aus dem Jahre 1939 mit Greta Garbo in der Hauptrolle. Greta Garbo wurde auf der Oscarverleihung 1940 für den Oscar als beste Hauptdarstellerin nominiert.

## Handlung
Die sowjetischen Genossen Buljanoff, Iranoff und Kopalski werden von ihrer Regierung nach Paris geschickt, um dort konfiszierte Juwelen der Zarenfamilie zu verkaufen und damit die Staatskasse aufzubessern. Durch einen Zufall erfährt Großherzogin Swana von den Juwelen. Sie ist die im Pariser Exil lebende Vorbesitzerin der Juwelen und hatte diese bei der Russischen Revolution verloren. Die Genossen beginnen Gefallen am kapitalistischen Lebensstil zu finden und feiern in ihrem Fürstenzimmer im besten Hotel der Stadt wilde Feste, während Großherzogin Swana ihnen die Juwelen vor Gericht streitig macht. Als die Verhandlungen nicht vorankommen, wird den dreien Genossin Ninotschka Yakushova, eine linientreue Kommunistin, als Sonderbeauftragte nachgeschickt. Sie soll den Verkauf der kostbaren Stücke an den Juwelier Mercier zum schnellen Abschluss bringen.
Ninotschka lernt auf einer Verkehrsinsel den Grafen Léon kennen, der sich in sie verliebt. Zufällig ist der Graf jedoch auch engster Vertrauter und Geliebter der Großherzogin und soll für sie den Prozess mit den Juwelen abwickeln. Der Graf führt Ninotschka in die höhere Gesellschaft von Paris ein und zunehmend findet sie Gefallen am Luxus und an der Freiheit. In einem Restaurant lernt Ninotschka die Großherzogin kennen, die sich eifersüchtig wegen Léons Gefühlen zu ihr zeigt. Es kommt zu Spannungen zwischen den beiden, als die Großherzogin damit droht, durch ein Gerichtsverfahren den Verkauf ihres Schmucks auf Jahre hinauszuzögern. Sie macht Ninotschka den Vorschlag, auf das Verfahren zu verzichten, wenn diese verspricht, nach Russland zurückzukehren und Léon nie wieder zu sehen. Aus Loyalität zur Sowjetunion geht Ninotschka auf diesen Vorschlag ein und kehrt mit den Genossen nach Russland zurück. Léon versucht vergeblich, ihr dorthin zu folgen. In Moskau trauern die vier ihrer Zeit in Paris nach. Wenig später werden Buljanoff, Iranoff und Kopalski nach Konstantinopel geschickt, um dort russische Pelze zu verkaufen. Ein anonymer Bericht trifft in Moskau ein, der die Dekadenz und Unfähigkeit der drei Gesandten anprangert, so dass Ninotschka ihnen von ihrem Vorgesetzten Razinin abermals hinterhergeschickt wird.
In Konstantinopel angekommen, stellt Ninotschka fest, dass die drei Genossen den Kapitalismus wieder in vollen Zügen genießen und planen, auf längere Zeit in Konstantinopel zu bleiben, da sie dort ein russisches Restaurant eröffnet haben. Die Probleme, von denen die drei berichteten, stellen sich als Finte heraus – Léon wollte Ninotschka wiedersehen, er hat den anonymen Bericht geschrieben. Er gesteht ihr seine Liebe und überzeugt sie, mit ihm im Westen zu bleiben.

## Hintergrund
Nachdem Greta Garbos letzter Film, das mit fast 3 Millionen US-Dollar aufwendig inszenierte Historiendrama Maria Walewska, am Ende einen Verlust von 1,8 Millionen Dollar aufwies, versuchte MGM, das Image von Garbo zu verändern und an den geänderten Weltmarkt anzupassen. Die europäischen Staaten, die bislang das Gros der Auslandseinnahmen für Garbo-Filme einbrachten, waren vom Krieg bedroht und in den USA nahm die Popularität der Schauspielerin 1938 immer mehr ab. Der Versuch, Garbo in einer Komödie einzusetzen, war nicht neu, doch erst jetzt begann die Suche nach einem geeigneten Stoff. Die Wahl von Ernst Lubitsch als Regisseur ging auf eine Initiative von Garbo zurück, die bereits bei Königin Christine mit dem deutschen Regisseur arbeiten wollte. Die Wahl eines Stoffs über russische Emigranten war nicht ungewöhnlich, da bereits etliche Komödien das Thema benutzt hatten. Ginger Rogers in Roberta, Carole Lombard in Eine Prinzessin für Amerika und Claudette Colbert in Midnight – Enthüllung um Mitternacht waren mehr oder weniger falsche russische Gräfinnen, Norma Shearer hatte erst wenige Monate zuvor in dem Stück Idiot's Delight eine falsche russische Herzogin gemimt und dabei, wie sie später zugab, ihren Charakter als eine Parodie von Greta Garbo angelegt.
Das Studio bewarb Greta Garbos erste Komödie mit dem Slogan „Garbo laughs!“ (Garbo lacht!), womit das Studio die Werbekampagne für Anna Christie, Garbos ersten Tonfilm („Garbo talks!“), parodierte. Nach Ninotschka drehte die Garbo aber nur noch einen weiteren Film, die kaum erfolgreiche Komödie Die Frau mit den zwei Gesichtern, und zog sich dann vom Filmgeschäft vollständig zurück. Greta Garbo wurde auf der Oscarverleihung 1940 für den Oscar als beste Hauptdarstellerin nominiert. MGM drehte im Folgejahr ein nur dünn kaschiertes Remake unter dem Titel Comrade X, in dem Hedy Lamarr eine Omnibusfahrerin in Moskau und überzeugte Kommunistin spielt, die von Clark Gable, einem amerikanischen Reporter, von den Vorzügen der westlichen Lebensart überzeugt wird. Columbia Pictures übernahm die Grundidee für die Komödie He Stayed For Breakfast, in dem der überzeugte Kommunist Melvyn Douglas in Paris von der wohlhabenden Loretta Young verführt und zum Kapitalisten umerzogen wird. Beide Filme waren nur mäßig erfolgreich.
Die Komödie, die in Grundzügen auf dem Stück Ninocska aus dem Jahr 1937 von Melchior Lengyel basiert, war der erste US-amerikanische Film, in dem die Sowjetunion zur Stalinzeit in Form einer leichten Komödie als trostlos und steif kritisiert wurde. Dies brachte dem Film ein Aufführungsverbot in der Sowjetunion ein. Als der Film zu Beginn des Zweiten Weltkrieges in Westeuropa veröffentlicht wurde, entwickelte er sich dort zu einem großen Erfolg. In Deutschland erlebte der Film erst 1948 seine Kinopremiere, allerdings nur in den westlichen Zonen. 1954 wurde eine Musicalfassung des Bühnenstücks Ninotschka am Broadway unter dem Titel Silk Stockings uraufgeführt. Die Musik stammt von Cole Porter und die weibliche Hauptrolle spielte Hildegard Knef. 1965 spielte Ruth Leuwerik in einer Adaption für das deutsche Fernsehen die Ninotschka.

## Kinoauswertung
Der Film wurde mit einem Budget von 1.365.000 US-Dollar aufwendig inszeniert. Er war an der Kinokasse ein großer Erfolg und spielte im Rahmen der Erstaufführung in den USA 1.187.000 und in den übrigen Ländern 1.092.000, also insgesamt 2.279.000 Dollar ein. Der Profit blieb mit 138.000 Dollar allerdings hinter den Erwartungen zurück.

## Synchronisation
Die Synchronisation entstand in den 1950er-Jahren bei der Willy-Zeyn Film GmbH in Berlin unter Leitung von Erich Kobler.
| Rolle                               | Schauspieler   | Dt. Synchronstimme |
| ----------------------------------- | -------------- | ------------------ |
| Nina Yakushova „Ninotschka“ Ivanoff | Greta Garbo    | Ingeborg Grunewald |
| Graf Léon d'Algout                  | Melvyn Douglas | Hans Nielsen       |
| Großfürstin Swana                   | Ina Claire     | Ruth Killer        |
| Kommissar Razinin                   | Bela Lugosi    | Herbert Gernot     |

## Kritiken
Die Kritiken waren wohlwollend für Regisseur und Star.
In der New York Times schrieb Frank S. Nugent:

„Stalin würde ihn nicht mögen. Molotoff würde wohl seine Beauftragten von Metro-Goldwyn-Mayer abziehen. Wir sagen einfach, dass Garbos Ninotschka eine der spritzigsten Komödien des Jahres ist, eine freche, impertinente und boshafte Geschichte, deren Pointen keine Grenzen kennen (egal, wie weit sie unter die Gürtellinie gehen), und die die erste dramatische Schauspielerin vorstellt, die eine Komödienrolle mit dem Ausdruck von Buster Keaton spielt. […] Und nicht einmal die Rockefellers konnten erwarten, dass MGM der Garbo auf Kosten der Sowjetunion einen Lacher entlockt. […] Aus diesem Grund ist der Stoff so ausschließlich für die Filmleinwand geeignet, dass kein Zeitungsartikel weder ihm noch Miss Garbo's wunderbarer Premiere als Komikerin auch nur ansatzweise gerecht werden könnte. Das monotone Spiel der Garbo muss einfach sein. Wir hoffen beinahe, dass sie einmal eine Szene schlecht spielt, um uns mit Widerwillen zu erfüllen und den Verdacht zu zerstreuen, dass wir Mitglieder eines Fanclubs wären. Aber sie bleibt unfehlbar, und Garbo ist immer Herrin über die Situation und tut genau das, was Drehbuch und Regisseur von ihr verlangen. Ihre ‚Trink‘-Szene gefällt uns nicht, aber weil wir sie nicht mögen, wissen wir, dass der Fehler beim Autor und bei Mr. Lubitsch liegt. Hier lasteten sie ihr zuviel auf.“

Das Lexikon des internationalen Films zeigte sich ebenfalls freundlich:

„Klassische Hollywood-Komödie mit hervorragenden Darstellern, inszeniert mit hintergründigem Witz nach einem brillant geschriebenen Drehbuch. Unter Lubitschs subtiler Regie spielte Greta Garbo ihre einzige wirklich gelungene komische Rolle.“

Auch der Evangelische Filmbeobachter äußerte sich anerkennend:

„1939 in den USA entstandener Klassiker der gehobeneren Unterhaltung von Ernst Lubitsch. Als noch immer frisch und treffsicher wirkendes Beispiel dieser Gattung und für das Schaffen Lubitschs sowie als bedeutsamer Beleg für die politisch-historische Naivität der Amerikaner gegenüber der UdSSR noch heute sehenswert und für die Auseinandersetzung empfehlenswert ab 16.“

## Auszeichnungen
Der Film ging mit vier Nominierungen in die Oscarverleihung 1940, ohne einen der Preise zu gewinnen:
- bester Film
- beste Hauptdarstellerin
- beste Vorlage für ein Drehbuch
- bestes Drehbuch

1990 wurde der Film ins National Film Registry aufgenommen.